# Jevhen Aranovs'kyj
Jevhen Anatolijovič Aranovs’kij (in ucraino Євген Анатолійович Арановський?, traslitterazione anglosassone: Yevhen Anatoliyovich Aranovskiy; Kiev, 13 ottobre 1976) è un arbitro di calcio ucraino.

## Carriera

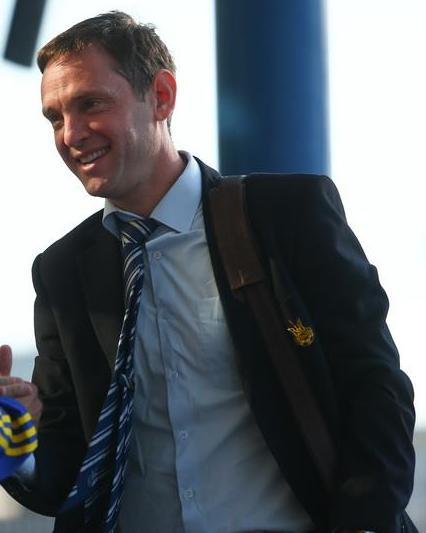
Aranovs’kij nel 2015

Ucraino di Kiev, arbitra fino ai 33 anni, al 2009, in Perša Liha, seconda serie ucraina. Nello stesso anno debutta in massima serie, la Prem"jer-liha, alla quarta di campionato in Karpaty-Zorja 4-0 dell'8 agosto.
Il 7 luglio 2011 esordisce nelle coppe europee, nel ritorno del 1º turno di qualificazione all'Europa League in Slovenia tra l'Olimpia Lubiana e i bosniaci dello Široki Brijeg, sfida vinta per 3-0 dai padroni di casa.
Diventato internazionale nel 2011, fa il suo esordio il 12 ottobre 2012 nell'1-1 tra Finlandia e Georgia ad Helsinki in una sfida valida per le qualificazioni al Mondiale 2014 in Brasile.
Il mese successivo, l'8 novembre, dirige per la prima volta una gara della fase finale di una coppa europea, l'Europa League, la sfida del girone G in Svizzera tra il Basilea e gli ungheresi del Videoton vinta dagli svizzeri per 1-0.
Nel 2013 viene designato per arbitrare la finale di Coppa d'Ucraina del 22 maggio a Charkiv tra Šachtar e Čornomorec', trofeo vinto dagli arancioneri grazie ad un successo per 3-0.
Nel 2015 viene scelto per il Mondiale Under-17 in Cile, dove arbitra due partite della fase a gironi.
Il 5 agosto 2015 debutta in Champions League, nel ritorno del 3º turno di qualificazione in Repubblica Ceca tra il Viktoria Plzeň e gli israeliani del Maccabi Tel Aviv, concluso con una vittoria per 2-0 di questi ultimi.
A fine stagione viene scelto un'altra volta per la finale di Kubok Ukraïny, il 21 maggio 2016 a Leopoli tra lo Zorja e lo Šachtar, con la vittoria anche in questo caso della compagine di Donec'k, stavolta per 2-0.